# ابر بارانش گرفته
ابر بارانش گرفته فیلمی به کارگردانی و تهیه‌کنندگی مجید برزگر و نویسندگی آرمان خوانساریان و مجید برزگر محصول سال ۱۳۹۸ است.
این فیلم در بخش سودای سیمرغ سی و هشتمین دوره جشنواره فیلم فجر حضور داشت و نازنین احمدی سیمرغ بلورین بهترین بازیگر زن را برای بازی در این فیلم گرفت.
نام فیلم از شعر «خانه‌ام ابری‌ست»  اثر نیما یوشیج گرفته شده است.

## خلاصه فیلم
سارا پرستار ۳۵ ساله و مجرب، به بیمارانش کمک می‌کند تا آرام شوند. حتی آنها که امیدی به زنده ماندنشان نیست…

## جوایز و نامزدی‌ها

### سی و هشتمین دوره جشنواره فیلم فجر
| بخش                        | نامزد              | نتیجه    |
| -------------------------- | ------------------ | -------- |
| بهترین بازیگر نقش اول زن   | نازنین احمدی       | برنده    |
| بهترین بازیگر نقش مکمل مرد | ارشیا نیک‌بین       | نامزدشده |
| بهترین فیلم‌برداری          | مسعود امینی تیرانی | نامزدشده |